# Płyn fizjologiczny

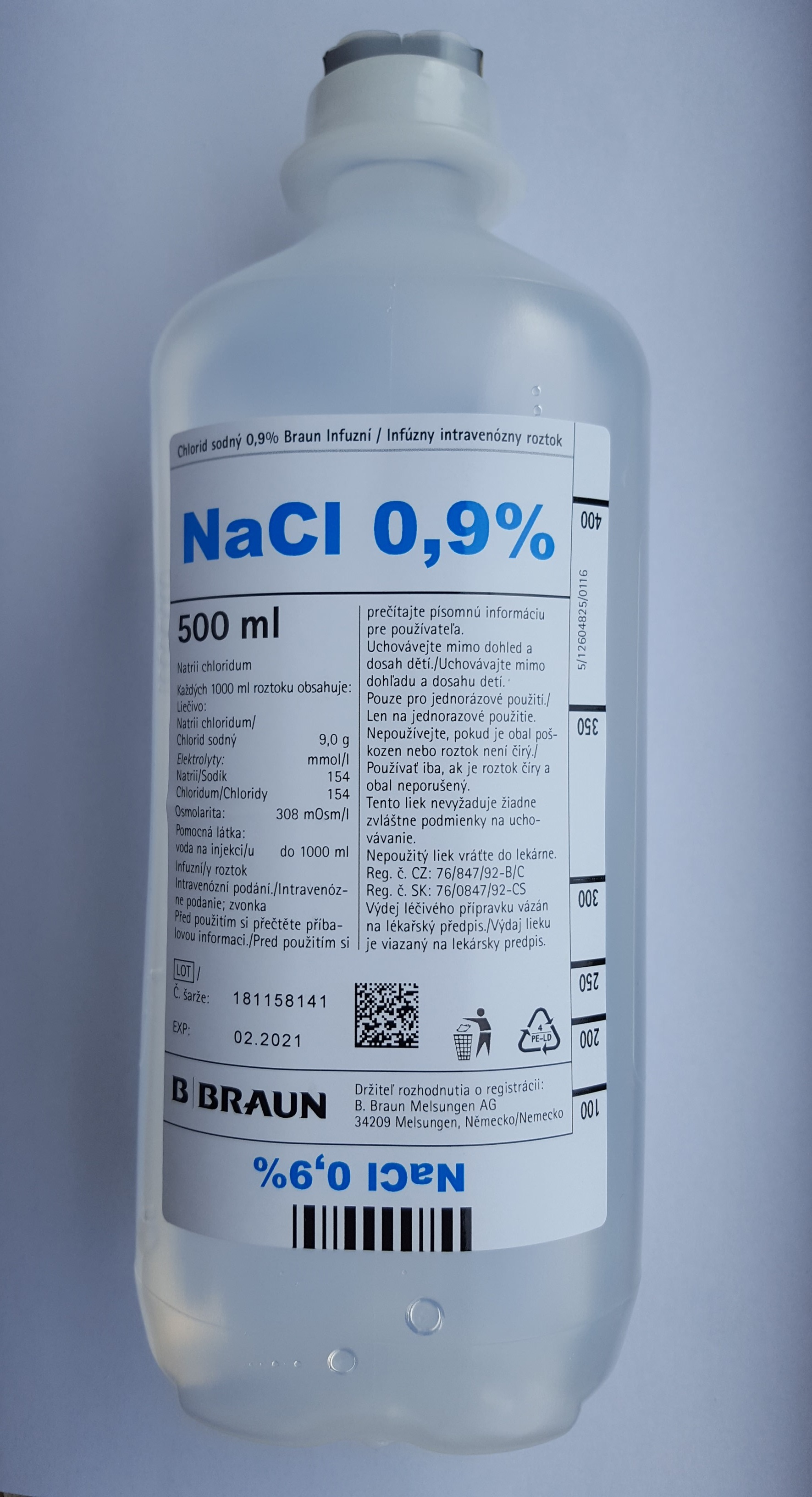
Płyn fizjologiczny do wlewu dożylnego

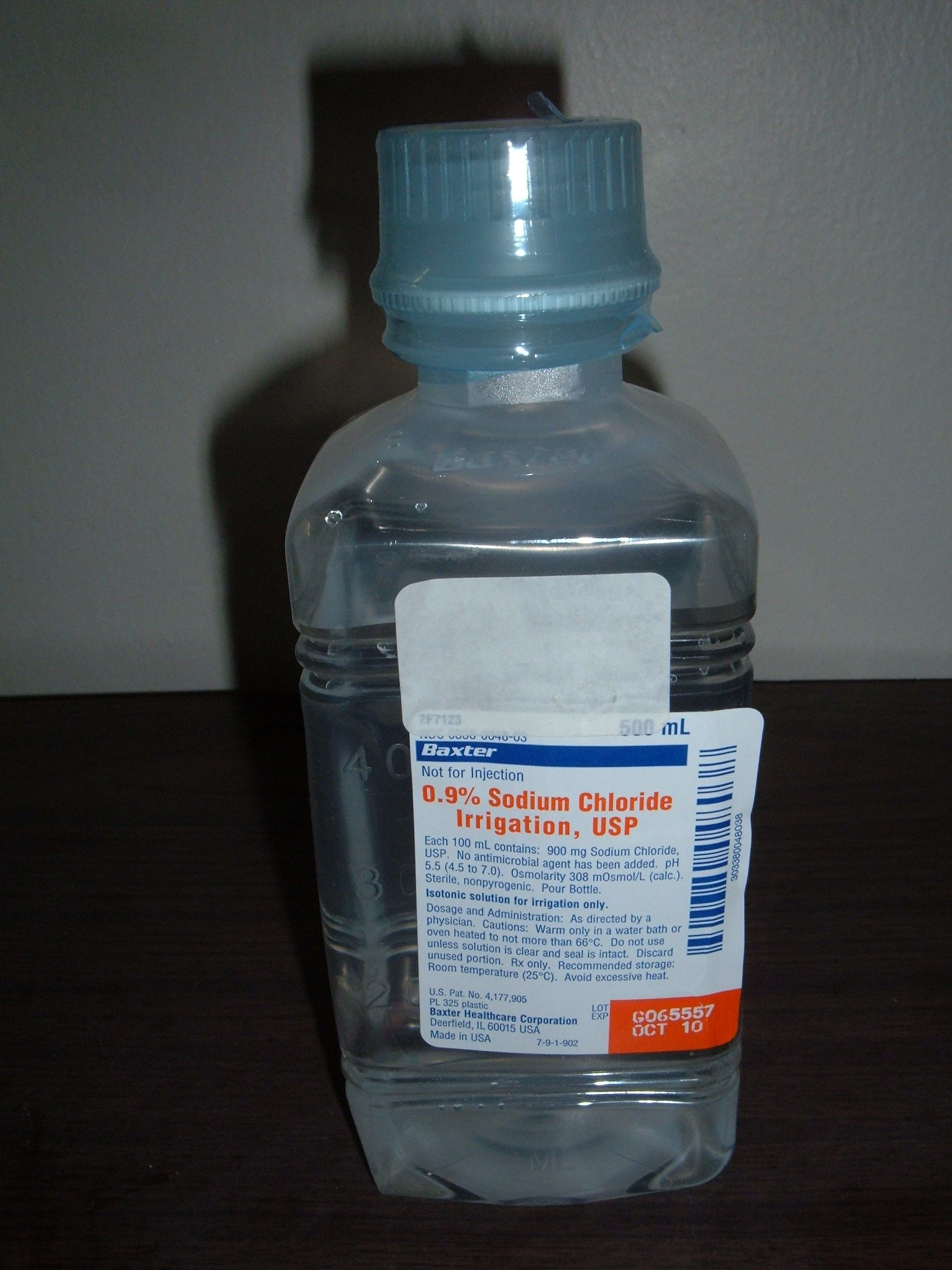
Płyn fizjologiczny do przemywań

Płyn fizjologiczny, roztwór fizjologiczny, fizjologiczny roztwór soli, roztwór soli fizjologicznej (potocznie: sól fizjologiczna) – wodny roztwór izotoniczny zawierający chlorek sodu o stężeniu:
- 0,9% dla zwierząt stałocieplnych
- 0,6% dla zwierząt zmiennocieplnych.

Stosuje się go w medycynie (w formie płynu infuzyjnego) jako środek nawadniający i uzupełniający niedobór elektrolitów. Ponieważ roztwór soli fizjologicznej jest obojętny dla tkanek i nie powoduje podrażnień, używa się go także jako płynu do przemywania. Może zawierać różne dodatki i leki, w zależności od przeznaczenia. Tego typu fizjologiczny płyn wieloelektrolitowy (PWE) zawiera w 100 mililitrach na przykład:
- 0,575 g chlorku sodu
- 0,038 g chlorku potasu
- 0,0394 g sześciowodnego chlorku wapnia
- 0,02 g sześciowodnego chlorku magnezu
- 0,462 g trójwodnego octanu sodu
- 0,09 g dwuwodnego cytrynianu sodu
- wodę (do 100 ml).

Fizjologiczne płyny wieloelektrolitowe o innym składzie to, między innymi, roztwór Ringera i mleczan Ringera.
Roztwory fizjologiczne mogą być stosowane także do innych celów, gdy konieczne jest utrzymanie warunków izotonicznych, na przykład podczas pracy z komórkami lub narządami.
Osmolalność płynu fizjologicznego wynosi około 308 mOsm/l.